# Гробница III (Лете)
Гробница III (на гръцки: Τάφος III) е късноантично погребално съоръжение, разположено в некропола на античния град Лете, в местността Дервент (Дервени) днес в Северна Гърция. В гробницата са запазени ценни стенописи.

## Описание
Гробницата е двуетажна, изградена върху изкоп, издълбан на естествената скала. Гробницата е изградена през късната античност. Външните ѝ размери са 7,00 х 5,00 m. На входа се стига по наклонен дромос, дълъг 11 m. Успоредно на фасадата на сградата се издига стена, която покрива цялата ширина и е запазена на височина от пет реда. Паметникът е изграден с псевдоизодомна система и отвътре е измазан с хоросан. Мраморна и дървена врата са затваряли съответно входа на преддверието и погребалната камерата. От първата са запазени някои части, а от втората някоко медни декоративни листове. В дромоса водещ към гробницата е открит цистов гроб Ι, покрит с пет плочи. Гробът има вътрешни размери 2,00 x 1,13 m и височина 1,86 m и е ограбен. Интересна е картинната украса на гробницата, която се развива в три зони по височина. В горната част са изписани обекти от култовите навици и ежедневните занимания на покойниците.